# Strandmanagement
Strandmanagement bezeichnet einen lokalen Ansatz zur Lösung unterschiedlicher Problemfelder (z. B. Umweltverschmutzung, Übernutzung durch den Tourismus, Küstenschutz) im Strandbereich und bietet konkrete Lösungen für diese an. Effektives Strandmanagement kann zu einer Steigerung der Erholungsqualität am Strand führen, den Küstenschutz für einzelne Uferabschnitte verbessern, einen Beitrag zur Steigerung der Attraktivität von küstennahen Erholungsorten leisten und eine nachhaltige Küstenentwicklung fördern. Mit dem Strandmanagement verwandt ist das  Integrierte Küstenzonenmanagement.